# Albion (condado de Trempealeau, Wisconsin)
Albion es un pueblo ubicado en el condado de Trempealeau en el estado estadounidense de Wisconsin. En el Censo de 2010 tenía una población de 653 habitantes y una densidad poblacional de 7,14 personas por km².

## Geografía
Albion se encuentra ubicado en las coordenadas 44°33′13″N 91°28′43″O / 44.55361, -91.47861. Según la Oficina del Censo de los Estados Unidos, Albion tiene una superficie total de 91.44 km², de la cual 91.19 km² corresponden a tierra firme y (0.27%) 0.25 km² es agua.

## Demografía
Según el censo de 2010, había 653 personas residiendo en Albion. La densidad de población era de 7,14 hab./km². De los 653 habitantes, Albion estaba compuesto por el 96.63% blancos, el 0.31% eran afroamericanos, el 0.15% eran amerindios, el 0.31% eran asiáticos, el 0% eran isleños del Pacífico, el 1.99% eran de otras razas y el 0.61% pertenecían a dos o más razas. Del total de la población el 3.83% eran hispanos o latinos de cualquier raza.